# Ліверпуль (Нью-Йорк)
Ліверпуль (англ. Liverpool) — селище (англ. village) в США, в окрузі Онондага штату Нью-Йорк. Населення — 2242 особи (2020).

## Географія
Ліверпуль розташований за координатами 43°6′22″ пн. ш. 76°12′34″ зх. д. / 43.10611° пн. ш. 76.20944° зх. д. (43.106202, -76.209386).  За даними Бюро перепису населення США в 2010 році селище мало площу 1,96 км², уся площа — суходіл.

## Демографія
Згідно з переписом 2010 року, у селищі мешкало 2347 осіб у 1118 домогосподарствах у складі 609 родин. Густота населення становила 1197 осіб/км².  Було 1211 помешкання (618/км²).
Расовий склад населення:
| - 94,9 % — білих - 2,1 % — чорних або афроамериканців - 0,6 % — азіатів - 0,3 % — корінних американців |

До двох чи більше рас належало 1,6 %. Частка іспаномовних становила 2,4 % від усіх жителів.
За віковим діапазоном населення розподілялося таким чином: 17,7 % — особи молодші 18 років, 64,1 % — особи у віці 18—64 років, 18,2 % — особи у віці 65 років та старші. Медіана віку мешканця становила 44,8 року. На 100 осіб жіночої статі у селищі припадало 88,5 чоловіків;  на 100 жінок у віці від 18 років та старших — 86,6 чоловіків також старших 18 років.
Середній дохід на одне домашнє господарство  становив 63 963 долари США (медіана — 56 033), а середній дохід на одну сім'ю — 77 149 доларів (медіана — 68 047). Медіана доходів становила 43 000 доларів для чоловіків та 40 987 доларів для жінок. За межею бідності перебувало 6,6 % осіб, у тому числі 4,7 % дітей у віці до 18 років та 2,5 % осіб у віці 65 років та старших.
Цивільне працевлаштоване населення становило 1259 осіб. Основні галузі зайнятості: освіта, охорона здоров'я та соціальна допомога — 28,0 %, роздрібна торгівля — 12,4 %, мистецтво, розваги та відпочинок — 10,2 %, науковці, спеціалісти, менеджери — 9,1 %.